# Suprême NTM
I Suprême NTM (noti anche come NTM, che sta per "Nique ta merde") sono un duo di rapper francesi, originari del dipartimento di Senna-Saint-Denis (nell'Île-de-France), formatosi nel 1989. Il gruppo era composto da Didier Morville (in arte JoeyStarr) e Bruno Lopes (in arte Kool Shen), che sono considerati due colonne portanti della scena Hip hop francese. La trattazione di argomenti di evidente spessore sociale è una caratteristica che da sempre contraddistingue i loro testi e che ha spesso portato loro problemi con la giustizia francese.

## Storia
Il loro primo album, Authentik (Sony Music Entertainment), del 1991, vende circa 90 000 copie nel giro di qualche mese.

Segue 1993... J'appuie sur la gâchette (trad. premo il grilletto). I testi di canzoni come Police e J'appuie sur la gâchette (che trattano argomenti quali l'odio verso le forze dell'ordine ed il suicidio) espongono i Suprême NTM al giudizio della magistratura francese. Seguono l'esclusione dell'album dalle radio, una condanna a 2 mesi di carcere ed una cospicua ammenda. Il disco ha comunque un ottimo riscontro di pubblico, raggiungendo l'oro nel giro di alcuni anni.

Ad ogni modo, la faccenda conferisce notorietà al gruppo, che prosegue il suo cammino con la pubblicazione del terzo album, Paris sous les bombes (trad. Parigi sotto le bombe), che li consacra al grande pubblico e li porta ad essere presenti sulle radio, oltre che ad ottenere il disco di platino. 

L'album considerato apice della loro maturità è Suprême NTM, distribuito nel 1998, contenente hit quali Ma Benz (in collaborazione con Lord Kossity) e Seine-Saint-Denis Style. Il disco raggiunge il doppio platino.
Negli anni successivi i due rapper si separano, portando avanti le proprie carriere soliste e tornando insieme per alcune performance live nel 2008.

## Discografia

### Album in studio
- 1991 – Authentik
- 1993 – 1993... J'appuie sur la gâchette
- 1995 – Paris sous les bombes
- 1998 – Suprême NTM

### Live
- 2000 – NTM Live...du Monde de demain à Pose ton gun
- 2009 – On est encore là: Bercy 2008
- 2021 – La Der. L'Ultime Concert à l'Accorhotels Arena

### Compilation
- 2001 – Le Clash
- 2007 – Best of
- 2018 – Anthologie